# Grand Prix Francji 1949
Grand Prix Francji 1949 (oryg. XXXVI Grand Prix de l'ACF) – jeden z wyścigów Grand Prix rozegranych w 1949 roku, a czwarty spośród tzw. Grandes Épreuves.

## Lista startowa
Na niebieskim tle kierowcy, którzy nie wzięli udziału w kwalifikacjach, lecz współdzielili samochód w czasie wyścigu
| Nr | Kierowca                | Zespół                        | Samochód         | Silnik       |   |
| -- | ----------------------- | ----------------------------- | ---------------- | ------------ | - |
| 2  | Raymond Sommer          | prywatny                      | Talbot-Lago T26C | Talbot L6    | ? |
| 4  | Philippe Étancelin      | prywatny                      | Talbot-Lago T26C | Talbot L6    | ? |
| 6  | Louis Chiron            | SFACS Ecurie France           | Talbot-Lago T26C | Talbot L6    | ? |
| 8  | Yves Giraud-Cabantous   | prywatny                      | Talbot-Lago T26C | Talbot L6    | ? |
| 10 | Louis Rosier            | prywatny                      | Talbot-Lago T26C | Talbot L6    | ? |
| 12 | Pierre Levegh           | prywatny                      | Talbot-Lago T26C | Talbot L6    | ? |
| 14 | Georges Grignard        | prywatny                      | Talbot-Lago T26C | Talbot L6    | ? |
| 16 | Eugène Chaboud          | Ecurie Lutetia                | Delahaye 135     | Delahaye V12 | ? |
| 18 | George Abecassis        | HWM                           | Alta GP          | Alta L4      | ? |
| 20 | Luigi Villoresi         | Scuderia Ferrari              | Ferrari 125      | Ferrari V12  | ? |
| 22 | Alberto Ascari          | Scuderia Ferrari              | Ferrari 125      | Ferrari V12  | ? |
| 24 | Peter Whitehead         | prywatny                      | Ferrari 125      | Ferrari V12s | ? |
| 26 | Luigi Fagioli           | Luigi Platé                   | Talbot-Lago 700  | Talbot L6    | ? |
| 28 | Giuseppe Farina         | Automobiles Talbot-Darracq SA | Talbot-Lago T26C | Talbot L6    | ? |
| 30 | Prince Bira             | Scuderia Enrico Platé         | Maserati 4CLT/48 | Maserati L4s | ? |
| 32 | Emmanuel de Graffenried | Scuderia Enrico Platé         | Maserati 4CLT/48 | Maserati L4s | ? |
| 34 | Juan Manuel Fangio      | Squadra Argentina             | Maserati 4CLT/48 | Maserati L4  | ? |
| 36 | Benedicto Campos        | Squadra Argentina             | Maserati 4CLT/48 | Maserati L4  | ? |
| 38 | Reg Parnell             | Scuderia Ambrosiana           | Maserati 4CLT/48 | Maserati L4  | ? |
| 40 | David Murray            | prywatny                      | Maserati 4CL     | Maserati L4  | ? |
| Nr | Kierowca                | Zespół                        | Samochód         | Silnik       |   |

## Wyniki

### Wyścig
Źródło: statsf1
| 1                                                     |    | 6        | Louis Chiron            | Talbot-Lago-Talbot | 64            | 3:06:33,7          |  |
| 2                                                     |    | 30       | Prince Bira             | Maserati           | 64            | +0:17,6            |  |
| 3                                                     |    | 24       | Peter Whitehead         | Ferrari            | 64            | +0:48,5            |  |
| 4                                                     |    | 10       | Louis Rosier            | Talbot-Lago-Talbot | 64            | +0:56,7            |  |
| 5                                                     |    | 2        | Raymond Sommer          | Talbot-Lago-Talbot | 61            | +3 okr             |  |
| 6                                                     |    | 16       | Eugène Chaboud          | Delahaye           | 58            | +6 okr             |  |
| 7                                                     |    | 14       | Georges Grignard        | Talbot-Lago-Talbot | 48            | Nie sklasyfikowany |  |
| Niesklasyfikowani                                     |    |          |                         |                    |               |                    |  |
|                                                       |    | 12       | Pierre Levegh           | Talbot-Lago-Talbot | 39            | Awaria mechaniczna |  |
|                                                       |    | 36       | Benedicto Campos        | Maserati           | 32            | Zawór              |  |
|                                                       |    | 8        | Yves Giraud-Cabantous   | Talbot-Lago-Talbot | 30            | Silnik             |  |
|                                                       |    | 4        | Philippe Étancelin      | Talbot-Lago-Talbot | 26            | Silnik             |  |
|                                                       |    | 34       | Juan Manuel Fangio      | Maserati           | 24            | Przepustnica       |  |
|                                                       |    | 38       | Reg Parnell             | Maserati           | 21            | Silnik             |  |
|                                                       |    | 18       | George Abecassis        | Alta               | 17            | Skrzynia biegów    |  |
|                                                       |    | 40       | David Murray            | Maserati           | 13            | Silnik             |  |
|                                                       |    | 28       | Giuseppe Farina         | Talbot-Lago-Talbot | 11            | Skrzynia biegów    |  |
|                                                       |    | 20       | Luigi Villoresi         | Ferrari            | 4             | Hamulce            |  |
| Nie wystartowali / niedopuszczeni do ponownego startu |    |          |                         |                    |               |                    |  |
|                                                       |    | 22       | Alberto Ascari          | Ferrari            |               |                    |  |
|                                                       |    | 26       | Luigi Fagioli           | Talbot-Lago-Talbot |               |                    |  |
|                                                       |    | 32       | Emmanuel de Graffenried | Maserati           |               |                    |  |
| P                                                     | Nr | Kierowca | Konstruktor             | Okr.               | Czas / Strata | Komentarz          |  |

### Najszybsze okrążenie
Źródło: silhouet.com
| Nr | Kierowca        | Konstruktor | Czas   | Okr. |
| -- | --------------- | ----------- | ------ | ---- |
| 24 | Peter Whitehead | Ferrari     | 2:46,2 |      |